# ژرژ رونس
ژرژ رونس (انگلیسی: Georges Ronsse; ۴ مارس ۱۹۰۶ – ۴ ژوئیهٔ ۱۹۶۹) دوچرخه‌سوار اهل بلژیک بود.
وی در مسابقات کشوری و بین‌المللی در مجموع برندهٔ ۲ مدال طلا، ۱ مدال برنز شده‌است.